# F♯ A♯ ∞
| Đánh giá chuyên môn | Đánh giá chuyên môn |
| Nguồn đánh giá      | Nguồn đánh giá      |
| Nguồn               | Đánh giá            |
| ------------------- | ------------------- |
| Allmusic            | [ 1 ]               |
| Pitchfork Media     | 9.3/10              |
| SputnikMusic        | [ 3 ]               |

F♯ A♯ ∞ (phát âm "F-sharp, A-sharp, Infinity"; Fa thăng, La thăng, Vô cực) là album phòng thu đầu tay của ban nhạc post-rock người Canada Godspeed You! Black Emperor. Nó được phát hành hai lần, lần đầu vào năm 1997 bởi hãng đĩa Constellation Records và một lần nữa vào ngày 8 tháng 6 năm 1998, bởi hãng đĩa Kranky như một ấn bản mở rộng dài 63:27. Album không có lời hát thực sự và đa số gồm nhạc cụ, với các bài hát dài chia ra làm nhiều phân đoạn.
Album được thu âm ở Hotel2Tango tại Mile End thuộc Montreal. Nó ban đầu được phát hành với số lượng rất hạn chế, chủ yếu được bán trong các buổi biểu diễn trực tiếp và quảng bá qua truyền miệng.

## Thu âm
Năm 1995, Mauro Pezzente với bạn gái khi đó chuyển tới một căn gác xếp tại Mile End của Montreal. Pezzente dùng căn phòng làm nơi tụ họp, gọi nó là Gallery Quiva. Năm 1996, khói từ ga ra của người thợ máy bên dưới gác xếp buộc họ phải rời đi. Không lâu sau, Efrim Menuck thành lập Hotel2Tango. Tại đây, năm 1997, bản thu âm gốc của F♯ A♯ ∞ được thực hiện. Vào thời gian này, ban nhạc đạt tới con số 15 thành viên. Trước khi thu album, họ giảm số thành viên xuống còn 10.
Sau khi ấn bản đầu tiên của F♯ A♯ ∞ được phát hành, ban nhạc bắt đầu lưu diễn tại Hoa Kỳ. Họ gửi một bản album tới hãng đĩa Kranky (trụ sở tại Chicago). Kranky có ấn tượng với đĩa nhạc, và đề nghị tái phát hành album bằng CD. Ban nhạc nhanh chóng trở lại phòng thu để thu âm lại. F♯ A♯ ∞ được bổ sung, loại bỏ và tái tổ chức các nhạc phẩm, phiên bản này gồm ba track và dài hơn một giờ.

## Danh sách track

### Phiên bản Vinyl
| Mặt 1: Nervous, Sad, Poor... | Mặt 1: Nervous, Sad, Poor...  | Mặt 1: Nervous, Sad, Poor... |
| STT                          | Nhan đề                       | Thời lượng                   |
| ---------------------------- | ----------------------------- | ---------------------------- |
| 1.                           | "The Dead Flag Blues (Intro)" | 6:09                         |
| 2.                           | "Slow Moving Trains"          | 3:23                         |
| 3.                           | "The Cowboy..."               | 4:16                         |
| 4.                           | "Drugs in Tokyo"              | 3:29                         |
| 5.                           | "The Dead Flag Blues (Outro)" | 1:52                         |
| 6.                           | Chưa có tiêu đề               | 1:34                         |
| Tổng thời lượng:             | Tổng thời lượng:              | 20:43                        |

| Mặt 2: Bleak, Uncertain, Beautiful... | Mặt 2: Bleak, Uncertain, Beautiful...                                  | Mặt 2: Bleak, Uncertain, Beautiful... |
| STT                                   | Nhan đề                                                                | Thời lượng                            |
| ------------------------------------- | ---------------------------------------------------------------------- | ------------------------------------- |
| 1.                                    | "...Nothing's Alrite in Our Life..." / "The Dead Flag Blues (Reprise)" | 2:00                                  |
| 2.                                    | "The Sad Mafioso..."                                                   | 5:33                                  |
| 3.                                    | "Kicking Horse on Brokenhill"                                          | 5:37                                  |
| 4.                                    | "String Loop Manufactured During Downpour..."                          | 4:26*                                 |
| Tổng thời lượng:                      | Tổng thời lượng:                                                       | 17:36                                 |

- Technically, due to the locked groove at the end, this has an infinite running time. However, with the loop removed, this is the running time. The real ending is restored to the CD version.

### Phiên bản CD
| 1: The Dead Flag Blues | 1: The Dead Flag Blues                 | 1: The Dead Flag Blues |
| STT                    | Nhan đề                                | Thời lượng             |
| ---------------------- | -------------------------------------- | ---------------------- |
| 1.                     | "The Dead Flag Blues (Intro)"          | 6:37                   |
| 2.                     | "Slow Moving Trains" / "The Cowboy..." | 7:50                   |
| 3.                     | "The Dead Flag Blues (Outro)"          | 2:00                   |
| Tổng thời lượng:       | Tổng thời lượng:                       | 16:27                  |

| 2: East Hastings | 2: East Hastings                                                       | 2: East Hastings |
| STT              | Nhan đề                                                                | Thời lượng       |
| ---------------- | ---------------------------------------------------------------------- | ---------------- |
| 1.               | "...Nothing's Alrite in Our Life..." / "The Dead Flag Blues (Reprise)" | 1:35             |
| 2.               | "The Sad Mafioso..."                                                   | 10:44            |
| 3.               | "Drugs in Tokyo" / "Black Helicopter"                                  | 5:39             |
| Tổng thời lượng: | Tổng thời lượng:                                                       | 17:58            |

| 3: Providence    | 3: Providence                                 | 3: Providence |
| STT              | Nhan đề                                       | Thời lượng    |
| ---------------- | --------------------------------------------- | ------------- |
| 1.               | "Divorce & Fever..."                          | 2:44          |
| 2.               | "Dead Metheny..."                             | 8:07          |
| 3.               | "Kicking Horse on Brokenhill"                 | 5:53          |
| 4.               | "String Loop Manufactured During Downpour..." | 4:36          |
| 5.               | Chưa có tiêu đề (đoạn im lặng)                | 3:32          |
| 6.               | "J.L.H. Outro"                                | 4:08          |
| Tổng thời lượng: | Tổng thời lượng:                              | 29:02         |

#### Vinyl
- Tên của các phân đoạn không được nhắc đến trên phân bản vinyl; các tiêu đề này được suy ra từ phiên bản CD.
- Phân đoạn cuối cùng của mặt 1 không có phân đoạn tương ứng trên phiên bản CD.
- Thời gian ở trên chỉ gần đúng. Vì rãnh khóa của track cuối cùng, về mặt kỹ thuật phiên bản vinyl có thời lượng vô cực.

#### CD
- "J.L.H. Outro" được đặt tên để vinh danh John Lee Hooker.

## Thanh phần tham gia
Godspeed You! Black Emperor
- Aidan Girt – trống
- Bruce Cawdron – bộ gõ
- Christophe – violin
- David Bryant – guitar
- Efrim Menuck – guitar điện
- Mauro Pezzente – guitar bass
- Mike Moya – guitar, banjo
- Norsola Johnson – cello
- Thea Pratt – kèn cor
- Thierry Amar – guitar bass

Nghệ sĩ khác
Các nghệ sĩ khách mời được liệt kê trên phần bìa ghi chú. Không rõ họ hay nhạc cụ mà họ chơi.
- Amanda
- Colin
- D.
- Dan O.
- Grayson
- Jesse
- Peter
- Shnaeberg
- Steph
- Sylvain

Sản xuất và bìa đĩa
- Ian Ilavsky – sản xuất, phối khí
- Godspeed You! Black Emperor – sản xuất, phối khí
- John Arthur Tinholt – locomotive etching
- Don Wilkie – sản xuất, phối khí